# Le Tribunal des flagrants délires
Le Tribunal des flagrants délires est une émission de radio satirique française, diffusée sur France Inter, du lundi au vendredi entre 11 h 30 et 12 h 45 de septembre 1980 à mai 1981 (première saison), puis entre 11 heures et 12 h 45 de septembre 1982 à juin 1983 (deuxième saison).
Elle s'inspirait de plusieurs émissions antérieures de chansonniers, telles que le Tribunal des chansons ; ou Leguignon lampiste, de Robert Picq et Pierre Ferrari ; ou Procès pour rire, au début des années 1960, avec Frida Boccara.

## Concept
Produite par Monique Desbarbat, l'émission a pour cadre un tribunal de pacotille présidé par Claude Villers (parfois surnommé le « massif central » par Desproges en raison de sa position dans le studio et son embonpoint). Fait rare : cette émission radiophonique est enregistrée en public avec un décor approximatif de vrai tribunal et des participants en costume. Les candidats-spectateurs étaient invités à se présenter au studio au moment de l'enregistrement, on dut souvent refuser du monde.
L'émission connaît rapidement un succès important, inhabituel pour une émission de radio. Les personnalités invitées à « passer en jugement » sont nombreuses parmi les gens du spectacle, du cinéma, de la chanson, puis des écrivains, des sportifs, des politiques et même des scientifiques, dont : Pierre Perret le premier invité, Frédéric Mitterrand, Renaud, Daniel Cohn-Bendit, Jacques Séguéla, Guy Bedos, Jean d'Ormesson, Plastic Bertrand, Yannick Noah, Coluche, Léon Zitrone ou Jean-Marie Le Pen. Certains sont venus deux fois (une fois dans chaque saison). La liste complète des invités avec leur date de passage a été établie par Claude Villers dans le livre-souvenir qu'il a publié pour le 30e anniversaire de l'émission, mais elle comprend plusieurs erreurs et omissions. La dernière émission enregistrée est diffusée le 7 juin 1983 (Bernard Lavilliers), mais une émission enregistrée antérieurement sera encore diffusée le 24 juin (Julien Clerc).
Deux émissions sont filmées par Claude Berri : celle de Patrick Poivre d'Arvor et celle de Jean-Marie Le Pen, enregistrées le même jour. Un pilote pour une adaptation télévisée avec Jean Carmet fut réalisé en mars 1981, mais l'émission fut censurée et ne fut diffusée que dix ans plus tard en fin de soirée, dans l'émission La 25e Heure de Jacques Perrin (elle fut reprogrammée en hommage, le jour du décès de Jean Carmet, le 20 avril 1994). 
339 émissions ont été diffusées au total (338 en radio + le pilote consacré à Jean Carmet).
La question des droits de reproduction de l'émission a été très controversée, Desproges, Villers et France Inter invoquant respectivement leurs droits dans une situation contractuelle peu claire. Dès les années 1990, les ayants-droit de Pierre Desproges publieront successivement 7 CD reprenant une cinquantaine de réquisitoires. Luis Rego fera de même en 2016 dans un coffret de 3 CD avec, entre autres, une quinzaine de plaidoiries. Une grosse centaine d'émissions a été mise en vente en ligne par l'INA à partir de 2011 (il est arrivé que l'INA rajoute une émission à la liste de son site à l'occasion du décès de celui qui y était invité). Depuis 2019, la chaîne YouTube de l'INA met régulièrement en ligne de nouveaux réquisitoires de Pierre Desproges. Plusieurs de ces plaidoiries correspondent à des émissions complètes qui n'ont pas été mises en vente par l'INA (tout comme celles des CD de Rego). Depuis quelques années, France Inter réexploite ces archives et diffuse occasionnellement, parfois en les abrégeant, certaines émissions. Celles-ci, et quelques autres, sont téléchargeables sur le site de France Inter en podcasts.
Le 18 avril 2018, une émission hommage a été diffusée sur France Inter par l'équipe de Par Jupiter (Charline Vanhoenacker, Alex Vizorek et Guillaume Meurice).

## Déroulement
Le « procès » du Tribunal des flagrants délires commençait par une présentation de l'invité — présenté indifféremment comme l'« accusé » ou le « prévenu » —, qui était « interrogé » par le président du tribunal, Claude Villers. Des « témoins », essentiellement des artistes et des connaissances du « prévenu », venaient témoigner, supposément « à charge » ou « à décharge ».
Pendant la seconde saison, l'émission étant plus longue d'une vingtaine de minutes, la journaliste Jeanne Folly intervenait ensuite en tant qu'« experte, très experte », pour dresser un profil psychologique loufoque de l'accusé. Ses interventions maniaient subtilement le sous-entendu un brin grivois et évoquaient invariablement les multiples « séances sur son divan » auxquelles elle avait soumis l'accusé.

Le « prévenu » était par la suite attaqué par le Ministère public représenté par Pierre Desproges, que Villers présentait régulièrement comme « le procureur de la République Desproges française » (à la suite d'un bredouillage de sa part lors d'une des premières émissions). De nombreux autres gimmicks se sont instaurés progressivement : l'entrée en scène de Desproges sur la musique de la Marche funèbre de Chopin, interprétée de façon souvent très personnelle par le pianiste de l'émission (intronisé « brigadier-chef » dans la deuxième saison), Georges Rabol ; l'introduction des « réquisitoires » de Desproges basée sur des variations de la phrase suivante : 

« Françaises, Français ; Belges, Belges ; mon président-mon chien ; monsieur l'avocat le plus bas d'Inter ; mesdames et messieurs les jurés ; public chéri, mon amour ! »

parfois complétée de : « Bonjour, ma colère ! Salut, ma hargne ! Et mon courroux, coucou ! », ce dernier mot étant repris en chœur par le public.

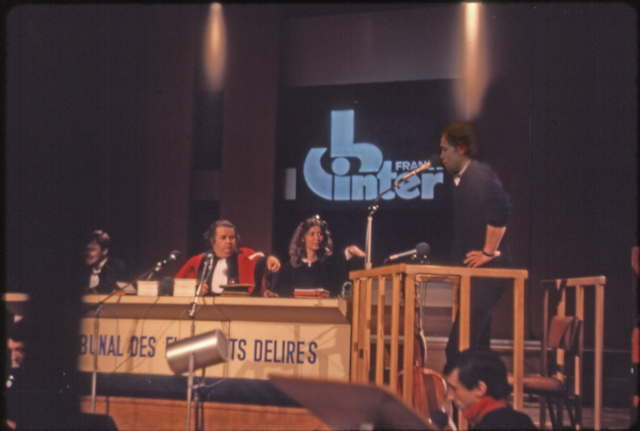
L'acteur Patrick Dewaere (à droite) en tant qu'« accusé » du Tribunal des flagrants délires, le vendredi 17 octobre 1980.

Au cours de ces « réquisitoires », Desproges se lançait dans des harangues endiablées, au vocabulaire très fleuri, pleines de jeux de mots plus ou moins vaseux, et souvent avec des références grivoises, pour demander qu'on « coupe la tête » de l'accusé. Par la suite, il alla souvent jusqu'à ignorer totalement les invités du jour, préférant s'engager dans des parodies de jeux radiophoniques, de longs exposés excentriques sur les sujets les plus divers, comme le cassoulet toulousain, la recette du cheval-melba, le cancer, la langue française, la faim dans le monde ou sa dernière quittance de gaz. Le tout était invariablement ponctué d'allusions dénigrantes envers l'avocat du prévenu, Luis Rego, concernant ses origines portugaises, son physique « fluet », ses compétences « d'avocat pourri d'office » ou sur sa Tata Rodrigues dont Desproges affirmait qu'elle lui envoyait des colis en « paquet-fado ». Desproges concluait régulièrement son accusation avec un autre gimmick : « Donc, l'accusé est coupable, mais son avocat vous en convaincra mieux que moi ».
Les « prévenus » étaient par la suite défendus par Luis Rego, « l'avocat le plus bas d'Inter », qui introduisait en général ses plaidoiries par la phrase « Amis de la justice, bonjour. De quoi est-ce qu'on accuse-t-on mon client ? », reprenant lui aussi par autodérision un bafouillage d'une de ses premières émissions. Comme Desproges, Luis Rego alternait alors les plaidoiries loufoques, des parodies se référant à l'accusé (Léon Zitrone, Michel Polac,...), mais aussi des thématiques récurrentes sans aucun rapport avec l'invité, telles que le « Vazydon à Rego super-gadget » où il invitait les plus jeunes « amis auditeurs » à rassembler un matériel précis en vue de réaliser un bricolage délirant en l'absence de leurs parents, etc. Une partie des plaidoiries était également consacrée à un supposé courrier des lecteurs, le « courrier des imbéciles » ; prétexte à l'introduction d'un thème farfelu quelconque. Desproges reprendra lui-même ce procédé en créant, par opposition, le « courrier des intelligents ». Quelquefois, des passages des plaidoiries étaient insidieusement utilisées par Rego et Desproges pour répondre à des critiques parues dans la presse les concernant.
L’émission se terminait par la dernière parole donnée pour sa défense au « prévenu », puis par le vote d'un jury composé en début d'émission de 5 personnes tirées au sort parmi les spectateurs. Conclusion invariable de l'audience, le « prévenu » était soit condamné à interpréter une chanson de son choix, soit acquitté mais devant malgré tout s'acquitter d'une chanson de son choix… Plusieurs invités ont eu le privilège de ne lire qu'un poème ; quelques-uns, au début de la première saison, réussirent à échapper à toute « condamnation ». Si l'invité était un chanteur professionnel, cette dernière chanson devait impérativement ne pas être issue de son répertoire ; c'est ainsi, par exemple, poussant la règle du contre-emploi jusqu'à son extrême que Juliette Gréco choisit d'interpréter Bécassine, c'est ma cousine, d'ordinaire chantée par Chantal Goya.
Un accompagnement musical, pour la chanson qui entamait chaque émission et des improvisations ponctuant les propos des uns et des autres, était joué au piano par Georges Rabol qui, comme le dira Pierre Desproges au cours du procès de Jean-Marie Le Pen, « je le précise à l'intention des auditeurs qui n'auraient pas la chance d'avoir la couleur, est presque aussi nègre que pianiste ».

## Remplaçants occasionnels
À certaines occasions, Claude Villers, Luis Rego et Pierre Desproges étaient parfois remplacés dans leurs rôles de président, avocat et procureur par d'autres fantaisistes :
- Président suppléant : José Artur ;
- Avocats suppléants : Bruno Garcin, Éva Darlan ;
- Procureurs suppléants, après le départ de Desproges : Éva Darlan, Serge Papagalli, Guénolé Azerthiope. Claude Villers licencia en effet brutalement Pierre Desproges en février 1983, à la suite d'une violente dispute. L'émission s'arrêta le 10 février et ne put reprendre que le 7 mars. Bien que Claude Villers s'en défende[7], le départ de Desproges fut une des raisons de la fin de l'émission en juin de la même année, les procureurs de remplacement, quel que soit leur talent, ne parvenant pas à imposer leur style et à faire oublier Desproges. Pendant les quatre derniers mois, c'est Luis Rego qui devint le seul centre de gravité de l'émission.

## Captation vidéo
- Le Tribunal des Flagrants Délires : double DVD (Studio Canal - France Inter), 24 novembre 2009.